# Garfield – Fett im Leben
Garfield – Fett im Leben (Originaltitel: Garfield Gets Real) ist eine US-amerikanische Filmkomödie von Regisseur Mark A. Z. Dippé aus dem Jahr 2007 mit der Comic-Katze Garfield als Hauptfigur. Der Film ist eine Direct-to-DVD-Produktion und erschien am 1. Oktober 2007 in den USA auf DVD und in Deutschland am 3. März 2008.

## Handlung
In diesem Film leben die Figuren aus Comiczeitungsstrips in einer eigenen Dimension. Die Strips, in denen sie auftreten, werden in einem Filmstudio durch Fotos und ein Script zusammengestellt. Anschließend werden sie durch einen Knopfdruck des Kontrollpults in die Zeitungen teleportiert, die in der „Echten Welt“, wie sie von den Bewohnern genannt wird, ausgetragen werden. Durch eine Leinwand im Studio können die Comicstrip-Figuren die Leser und ihre Reaktionen sehen.
Comic-Star Garfield ist von dem stets ähnlichen Ablauf vom Alltag eines Comic-Helden gelangweilt und träumt von einem Tapetenwechsel. Durch ein Loch in der Wand neben der Leinwand werden er und sein Freund Odie in die echte Welt befördert. Dort lernen sie die Unannehmlichkeiten des „echten“ Lebens, wie Schmerzen kennen, da in ihren Strips alles nur gestellt war. Dabei lernen sie den Straßenkater Shecky, die Katze Sheila und den Hund Waldo kennen, die ihre Geschichte jedoch nur für Hirngespinste halten. Garfield erfährt aus der Zeitung, dass aufgrund seines und Odies Verschwinden ihr Comicstrip eingestellt werden und durch etwas Neues ersetzt werden soll. Zwei Bewerber sind dabei  die muskulösen Hund und Katze Hale und Hardy. Zwar gelingt es Garfield nicht, die Redakteure davon zu überzeugen, dass er und Odie echt wären, doch der Chefredakteur gewährt ihnen aufgrund von Garfields langer Beliebtheit 24 Stunden, um den Comic wieder in die Zeitung zu bringen. Hale und Hardy wollen das aber verhindern, und fesseln Garfield, Odie und Shecky, in dessen Unterschlupf sie sich aufhalten. Als sie verschwinden, stoßen sie versehentlich eine brennende Kerze um, womit das alte Haus in Flammen steht. Wally, ein anderer Comicstrip-Held und Freund Garfields, hat inzwischen jedoch eine Maschine gebaut, um Jon und den Comicstrip-Held Billy Bär zu Garfield zu bringen und sie schaffen es, sie in die Comicwelt zurückzuretten. Somit ist der Garfield-Strip nun gerettet, weshalb Hale und Hardy auf der Straße landen. Sheila und Waldo stellen derweil verwundert fest, dass ihr Freund Shecky plötzlich Teil des Garfield-Comics ist.

## Kulturelles
Im Filmstudio sind unter anderem auch Grimmy (Mother Goose and Grimm) und Dankward Bumskopp (Blondie) zu sehen. Noch dazu sehen sich zwei Kinder in der echten Welt im Fernsehen den Film Happy Fish an.

## Kritik
Der Film erhielt überwiegend negative Einschätzungen und wurde besonders von Fans der Comic-Reihe kritisiert. Der Filmadaption fehle es an Witz und Kreativität. Die Figuren seien entgegen denen der Comics „nur selten liebenswert“ und aus dem sarkastischen Garfield der Comics sei „ein zahmer Kater geworden“. Bemängelt wurde zudem die Animation, die „eindimensional“ wirke. Außerdem sei die Farbgebung zu grell und unnatürlich. Garfields Comic-Welt würde sich darüber hinaus von der „echten“ Welt kaum unterscheiden.

## Fortsetzungen
Regisseur Mark A. Z. Dippé drehte zwei weitere Garfield-Filme im gleichen 3D-Look, Garfield – Fun Fest (2008) und Garfield – Tierische Helden (Garfield's Pet Force, 2009) zusammen mit Frank Welker. Beide Filme sind im November 2011 in Deutschland auf DVD erschienen.